# پل داماتو
پل داماتو (انگلیسی: Paul D'Amato؛ ۲ اکتبر ۱۹۴۹ – ۱۹ فوریهٔ ۲۰۲۴) بازیگر اهل ایالات متحده آمریکا بود. از فیلم‌ها یا برنامه‌های تلویزیونی که وی در آن نقش داشته‌است می‌توان به ضربه محکم، شکارچی گوزن، و بهشت میتونه صبر کنه اشاره کرد.